# Zbiornik Irkucki

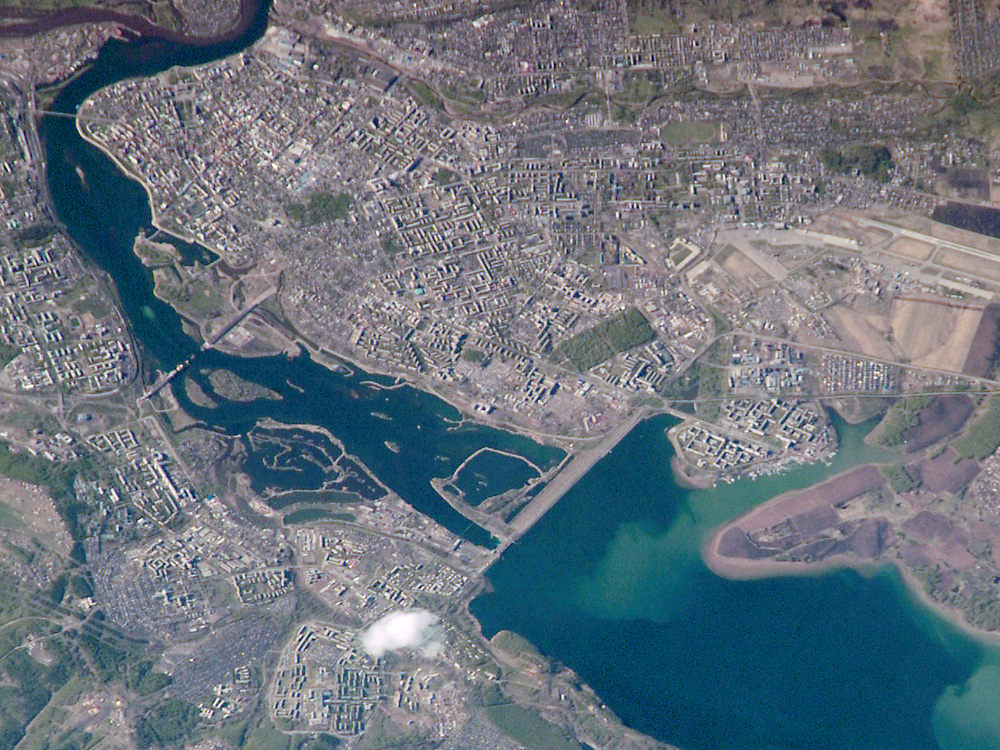
Zbiornik Irkucki, wraz z miastem Irkuck.

Zbiornik Irkucki – zbiornik zaporowy na rzece Angara utworzony w latach 1956-1962 przez spiętrzenie wód rzecznych zaporą w Irkucku, co spowodowało nieznaczne podpiętrzenie wód jeziora Bajkał. Zbiornik ma powierzchnię 154 km², pojemność maksymalną ok. 2,1 km³, długość 55 km, szerokość maksymalną 7 km i linię brzegową o długości ok. 276 km. Głębokość maksymalna zbiornika wynosi 35 metrów. Wahania stanów wody sięgają 4,5 m.